# 境界線上のリンボ
『境界線上のリンボ』（きょうかいせんじょうのリンボ）は、鳥取砂丘による日本の4コマ漫画作品。芳文社の月刊4コマ漫画雑誌『まんがタイムきらら』にて2008年11月号から2011年2月号にかけて連載。単行本は全2巻。

## あらすじ
異世界との境界線の街「リンボ」を舞台に、人間とエルフの混血の少女「フゥ」の日常を描く。

## 登場人物
フゥ
本作の主人公。人間とエルフの間に生まれた少女。
人間からもエルフからも疎まれて生きてきたという過去があり、居場所を探してリンボにたどり着く。
やや幼いところもあるが、素直で真面目な性格。
人間とエルフの混血であるが故の少しだけ長く尖った耳と、ピンク色の長い髪が特徴。
以前はあまり料理が得意ではなかったが、最近では料理が大分上達してきた。山や森での生活が長いため食べられる植物を見分ける事や火を熾すのが得意らしい。
生き別れの妹がいる。
先生
「賢者の回転翼」の店主の男性。
普段から黒ずくめの少し怪しい格好をしており、常に黒い帽子を被っているため目元は隠れている。
自分の鞄に隠れて列車に乗っていたフゥを雇い、住み込みで働かせている。
親切だが、調子がよくズボラなところもあり、フゥが来るまで「賢者の回転翼」の店内はかなり散らかっていた。
魔法使いであり、彼の魔力を機械の動力に使うという発明によってリンボは空に浮かび、発展を遂げている。
皆からは常に「先生」と呼ばれており、本名は不明。
ネーナ
食堂「赤い風船亭」の看板娘。水色の長い髪と、猫のような耳と尻尾が特徴。
活動的で面倒見のいい性格。料理やお裁縫が得意だが、その反面普段の服装や言葉遣いは男の子っぽい。
ラッセとポルタ
ネーナの弟の双子。犬のような垂れた耳と尻尾が特徴の、元気な二人の男の子。
クラウス
ネーナの幼馴染の青年。ネーナ同様の猫のような耳と尻尾と、眼鏡が特徴。
温厚かつ誠実な性格の持ち主。
アヴリル
クラウスと一緒に暮らしている小さな妖精の少女。
元々妖精は魔力の波に乗って世界を廻る種族だが、羽を怪我してしまったため空を飛べず、リンボに留まっていた。妖精の「渡り」の時期には既に羽は回復していたが、今度は事故が原因で高いところが怖くなり、再び飛べなくなってしまう。
クラウスに好意を持っており、彼の前では女の子らしく振舞うが、普段はお転婆で少し意地悪な性格。また、彼と離ればなれになってしまうことから、妖精の仲間達の元へ帰ることに迷いを感じている。
師匠
「先生」の師匠の魔法使い。少し目つきの悪い女性。
魔法使いとしての力は先生よりも優れているが、気難しくやや意地悪な性格で、先生は彼女を苦手としている。
「先生」同様本名は不明。
アポジー
「公園」を管理している自律機械。全体的に丸っこく、ずんぐりとした大きな体格をしている。
直接言葉を発する機能が付いていないため、常にラジオを通して話す。
本人は自分のことを感情のない機械だと言っているが、公園で植物の世話をしているときや、動物に懐かれているときは、ラジオから少し楽しそうな音楽が聞こえてくる。
シルヴィ
エルフの女性。
いままで一人で生きた為世間なれしており色々と逞しい。幼い頃に突然行方を眩ました姉がいる。フゥより年上に見えるが…。

## 用語
リンボ
異世界との境界線上に存在する街。異世界からの移民者やこちらの世界のはぐれ者が集まり生活している。
広い海の上空に浮かぶ人工的な島で、島の上には異世界へ通じる大きな穴があいている。列車用の長い橋がかかっており、島の中央には異世界へ通じる穴に向かって伸びる巨大な塔が立っている。
「リンボ」というのは人々のつけた呼び名で、本来の名称は「第七空洞市」。
賢者の回転翼（けんじゃのプロペラ）
「先生」の経営するお店。主に魔法道具の雑貨を扱っているほか、魔法関係の問題解決の依頼も引き受けている。
二階の物置はフゥの部屋になっているほか、地下には先生の研究室がある。
公園
巨大な樹が生い茂り、大きな森のようになっている場所。
リンボを支える魔導機関の排気口の傍にあり、その影響で植物が異常な勢いで育つ環境となっている。

## 書誌情報等

### 単行本
- 鳥取砂丘『境界線上のリンボ』 芳文社〈まんがタイムKRコミックス〉 全2巻
  1. 2010年3月27日発売（2010年4月11日初版発行） ISBN 978-4-8322-7902-5
  2. 2011年3月26日発売（2011年4月10日初版発行） ISBN 978-4-8322-4008-7